# Retrone

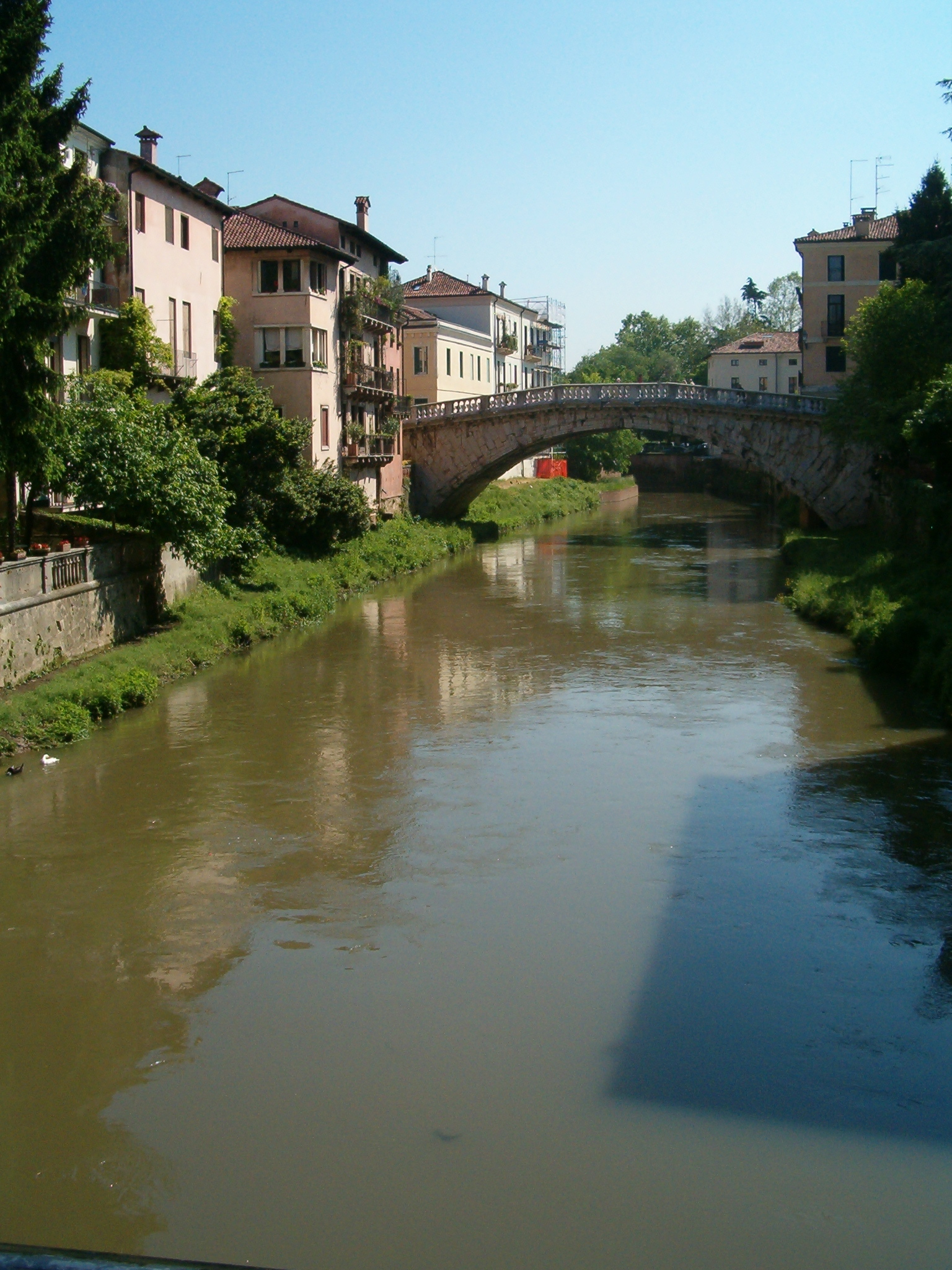
Rivier met de Ponte San Michele in Vicenza

De Retrone is een rivier van 12 km lang in Noord-Italië, in de provincie Vicenza.
De rivier begint in Sovizzo als samenvloeiing van twee rivieren: de Valdiezza en de Onte Mezzarolo.
Bij de stad Vicenza vloeit de rivier samen met de Bacchiglione. In Vicenza is nog een Romeinse brug over de rivier bewaard gebleven.
In de Romeinse tijd was niet de Bacchiglione maar de Retrone de belangrijkste rivier van Vicenza en Padua. 
De Retrone stroomde toen langs Padua in de rivierbedding waar vervolgens de Brenta en thans de Bacchiglione stroomt.
Met de overstromingen van 539 en 1152 is tweemaal de loop van verschillende rivieren in het gebied ingrijpend gewijzigd.